# تاترما
تاترما (به لاتین: Taterma) یک منطقهٔ مسکونی در استونی است که در دهستان کاینا واقع شده‌است.